# Engelsmanplaat
Engelsmanplaat (en frison De Kalkman) est un large banc de sable de la mer des Wadden, situé entre Ameland et Schiermonnikoog, au nord des Pays-Bas, à environ 5 km devant la côte frisonne. L'îlot appartient à la province de la Frise, et s'appelle De Kalkman en frison.

## Écologie et accessibilité
La petite île de la Frise-Occidentale est en fait un banc de sable d'une superficie inférieure à un kilomètre carré. Engelsmanplaat est couvert de petites dunes basses, dépourvues de toute végétation. Entre 1973 et 1991, l'île était classée réserve naturelle et tombait sous la responsabilité et la gestion de Staatsbosbeheer. Elle jouait alors un rôle important comme lieu de nidification et de repos pour oiseaux migrateurs. On y trouvait notamment le bécasseau sanderling, le tournepierre à collier, le bécasseau variable, la sterne pierregarin et la sterne arctique. Depuis 1991, l'accès à l'île est à nouveau libre ; elle forme une destination privilégiée pour les voiliers de plaisance et les randonneurs qui à marée basse peuvent rejoindre Engelsmanplaat depuis le continent.

## Histoire et évolution
Au cours des siècles, Engelsmanplaat a connu de nombreuses modifications, tant quant à sa forme qu'à sa hauteur. Vers 1500, la taille du banc de sable était encore très importante, mais depuis le début du XIXe siècle, Engelsmanplaat souffre d'une forte érosion sur son côté occidental. Cette érosion était causée par les évolutions cycliques des courants des marées dans le chenal entre Ameland et Engelsmanplaat. Puis, la fermeture de la Lauwerszee en 1969 a eu une grande influence sur la situation géographique et la taille de tous les bancs de sable et chenaux dans cette zone. Par conséquent, et ce depuis 1985, on constate également une érosion sur le côté est d'Engelsmanplaat, ce qui peut amener une disparition totale de l'île avant la fin du XXIe siècle.

## Dénomination
Au cours des siècles, l'île a été connue sous plusieurs noms. Elle figure sur les cartes anciennes sous les noms de Ingelsche Plaet, Langhe Sandt,  't Hooge Sandt, Hooghe Banc et Jouerman. La dénomination actuelle date probablement d'un événement qui a eu lieu en 1708 : en cette année, le pêcheur de coquillages Feye Willems Engelsman y a fait naufrage. De nos jours, on peut toujours voir quelques vestiges de l'épave.